# Sypilus boeroi
Sypilus boeroi es una especie de escarabajo del género Sypilus, familia Cerambycidae. Fue descrita por Prosen en 1960. Se encuentra en Argentina.